# Hobbitul: Dezolarea lui Smaug
Hobbitul: Dezolarea lui Smaug (titlul original în engleză: The Hobbit: The Desolation of Smaug) este un film epic fantastic de aventuri din 2013 regizat de Peter Jackson. Este a doua parte a seriei de filme bazată pe romanul din 1937 Hobbitul de  J. R. R. Tolkien. Este precedat de O călătorie neașteptată (2012) și este continuat de Hobbitul: Bătălia celor cinci armate (2014), trilogia fiind un prequel al seriei Stăpânul inelelor.
Dezolarea lui Smaug are loc pe Pământul de Mijloc cu șaizeci de ani înainte de evenimentele din Stăpânul Inelelor și porțiuni ale filmului sunt adaptate după anexele lui Tolkien la Întoarcerea regelui. Vrăjitorul Gandalf cel Gri (Ian McKellen) investighează apariția unui rău în creștere la Dol Guldur, în timp ce Bilbo Baggins (Martin Freeman) își continuă căutarea sa alături de cei treisprezece pitici conduși de Thorin Oakenshield (Richard Armitage) pentru a revendica Muntele Singuratic aflat în stăpânirea dragonului Smaug (voce: Benedict Cumberbatch).